# Almus

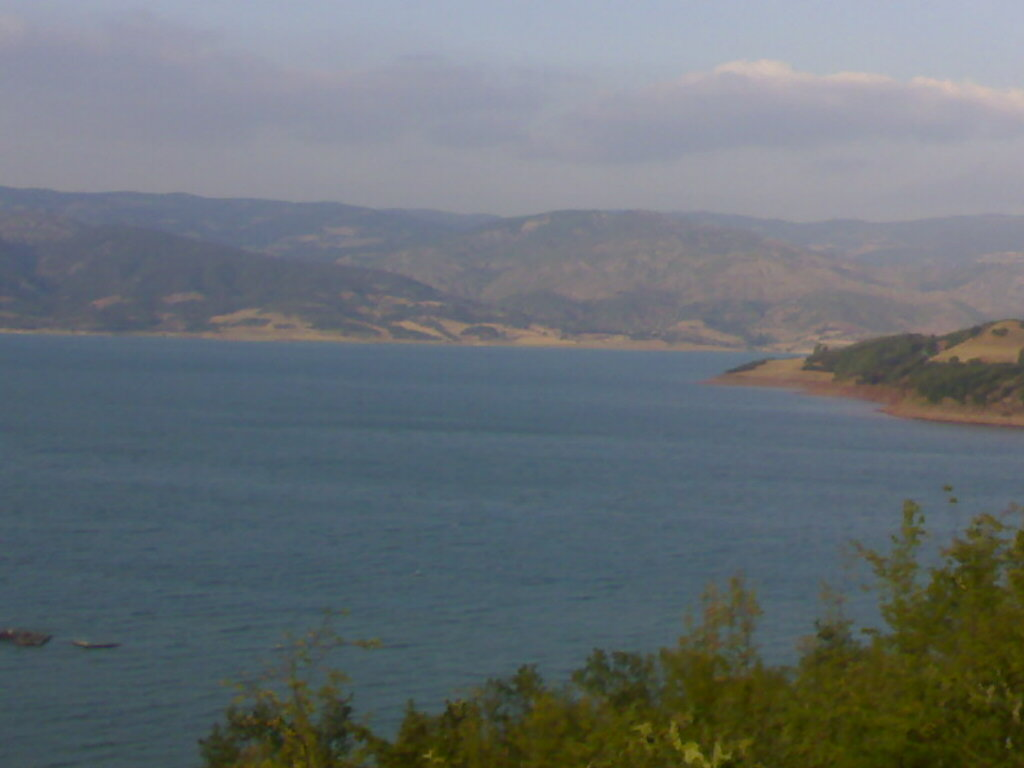
Almus Dam Lake in Almus district

Almus là một huyện thuộc tỉnh Tokat, Thổ Nhĩ Kỳ. Huyện có diện tích 946 km² và dân số thời điểm năm 2007 là 29009 người, mật độ 31 người/km².